# Beach soccer aux Jeux européens de 2019
Navigation
Édition précédente Édition suivante
Le tournoi de beach soccer aux Jeux européens de 2019 a lieu à l'Olympic Sports Complex de Minsk, en Biélorussie, du 25 au 29 juin 2019. Une épreuve est au programme.

## Qualifications
La Biélorussie est qualifiée en tant que pays hôte. Les sept autres équipes se sont qualifiées par le biais du Championnat d'Europe de beach soccer 2018 (EBSL). Les six premières équipes de la Superfinale sont qualifiés ainsi que la meilleure équipe de la finale de promotion.
| Mode de qualification                                           | Date                  | Lieu    | Nbre | Qualifiés                                     |
| --------------------------------------------------------------- | --------------------- | ------- | ---- | --------------------------------------------- |
| Pays organisateur                                               |                       |         | 1    | Biélorussie                                   |
| Championnat d'Europe de beach soccer 2018 - Super-finale        | 6 au 9 septembre 2018 | Alghero | 6    | Italie Espagne Portugal Russie Suisse Ukraine |
| Championnat d'Europe de beach soccer 2018 - Finale de promotion | 6 au 9 septembre 2018 | Alghero | 1    | Roumanie                                      |
| Total                                                           |                       |         | 8    |                                               |

## Compétition

### Phase de groupes

#### Groupe A
| Équipe      | J | G | G+ | GP | P | Bp | Bc | +/- | Pts | Qualification        |
| ----------- | - | - | -- | -- | - | -- | -- | --- | --- | -------------------- |
| Portugal    | 3 | 2 | 0  | 0  | 1 | 16 | 8  | +8  | 6   | Phase finale         |
| Suisse      | 3 | 1 | 1  | 0  | 1 | 18 | 6  | +12 | 5   | Phase finale         |
| Biélorussie | 3 | 1 | 0  | 1  | 1 | 14 | 13 | +1  | 4   | Matchs de classement |
| Roumanie    | 3 | 0 | 0  | 0  | 3 | 3  | 24 | -21 | 0   | Matchs de classement |

#### Groupe B
| Équipe  | J | G | G+ | GP | P | Bp | Bc | +/- | Pts | Qualification        |
| ------- | - | - | -- | -- | - | -- | -- | --- | --- | -------------------- |
| Espagne | 3 | 1 | 1  | 0  | 1 | 15 | 15 | 0   | 5   | Phase finale         |
| Ukraine | 3 | 1 | 0  | 1  | 1 | 11 | 13 | -2  | 4   | Phase finale         |
| Italie  | 3 | 1 | 0  | 0  | 2 | 13 | 12 | +1  | 3   | Matchs de classement |
| Russie  | 3 | 1 | 0  | 0  | 2 | 11 | 10 | +1  | 3   | Matchs de classement |

### Matchs de classement
|  | Demi-finales de classement | Demi-finales de classement | Demi-finales de classement | Demi-finales de classement |                        |        | Match pour la 5e place | Match pour la 5e place | Match pour la 5e place | Match pour la 5e place |
|  |                            |                            |                            |                            |                        |        |                        |                        |                        |                        |
|  | 28 juin                    | 28 juin                    | 28 juin                    | 28 juin                    |                        |        | 29 juin                | 29 juin                | 29 juin                | 29 juin                |
|  | Italie                     | Italie                     | 10                         | 10                         |                        |        | 29 juin                | 29 juin                | 29 juin                | 29 juin                |
|  | Italie                     | Italie                     | 10                         | 10                         |                        |        | 29 juin                | 29 juin                | 29 juin                | 29 juin                |
|  | Roumanie                   | Roumanie                   | 3                          | 3                          |                        |        | 29 juin                | 29 juin                | 29 juin                | 29 juin                |
|  | Roumanie                   | Roumanie                   | 3                          | 3                          | Italie                 | Italie | 4                      | 4                      |                        |                        |
|  | 28 juin                    |                            |                            |                            | Italie                 | Italie | 4                      | 4                      |                        |                        |
|  |                            |                            | Russie                     | Russie                     | 3                      | 3      |                        |                        |                        |                        |
|  | Biélorussie                | Biélorussie                | Russie                     | Russie                     | 3                      | 3      | 5                      | (2)tab                 |                        |                        |
|  | Biélorussie                | Biélorussie                |                            |                            |                        |        |                        | (2)tab                 |                        |                        |
|  | Russie                     | Russie                     | 5                          | (3)                        |                        |        |                        |                        |                        |                        |
|  | Russie                     | Russie                     | 5                          | (3)                        | Match pour la 7e place |        |                        |                        |                        |                        |
|  |                            |                            |                            |                            |                        |        |                        |                        |                        |                        |
|  | 29 juin                    |                            |                            |                            |                        |        |                        |                        |                        |                        |
|  | Roumanie                   | Roumanie                   | 2                          | 2                          |                        |        |                        |                        |                        |                        |
|  | Roumanie                   | Roumanie                   | 2                          | 2                          |                        |        |                        |                        |                        |                        |
|  | Biélorussie                | Biélorussie                | 5                          | 5                          |                        |        |                        |                        |                        |                        |
|  | Biélorussie                | Biélorussie                | 5                          | 5                          |                        |        |                        |                        |                        |                        |

### Phase finale
|  | Demi-finales | Demi-finales | Demi-finales | Demi-finales |                               |         | Finale  | Finale  | Finale  | Finale  |
|  |              |              |              |              |                               |         |         |         |         |         |
|  | 28 juin      | 28 juin      | 28 juin      | 28 juin      |                               |         | 29 juin | 29 juin | 29 juin | 29 juin |
|  | Espagne      | Espagne      | 5            | 5            |                               |         | 29 juin | 29 juin | 29 juin | 29 juin |
|  | Espagne      | Espagne      | 5            | 5            |                               |         | 29 juin | 29 juin | 29 juin | 29 juin |
|  | Suisse       | Suisse       | 3            | 3            |                               |         | 29 juin | 29 juin | 29 juin | 29 juin |
|  | Suisse       | Suisse       | 3            | 3            | Espagne                       | Espagne | 3       | 3       |         |         |
|  | 28 juin      |              |              |              | Espagne                       | Espagne | 3       | 3       |         |         |
|  |              |              | Portugal     | Portugal     | 8                             | 8       |         |         |         |         |
|  | Portugal     | Portugal     | Portugal     | Portugal     | 8                             | 8       | 3       | ap      |         |         |
|  | Portugal     | Portugal     |              |              |                               |         |         | ap      |         |         |
|  | Ukraine      | Ukraine      | 2            | 0            |                               |         |         |         |         |         |
|  | Ukraine      | Ukraine      | 2            | 0            | Match pour la troisième place |         |         |         |         |         |
|  |              |              |              |              |                               |         |         |         |         |         |
|  | 29 juin      |              |              |              |                               |         |         |         |         |         |
|  | Suisse       | Suisse       | 5            | 5            |                               |         |         |         |         |         |
|  | Suisse       | Suisse       | 5            | 5            |                               |         |         |         |         |         |
|  | Ukraine      | Ukraine      | 4            | 4            |                               |         |         |         |         |         |
|  | Ukraine      | Ukraine      | 4            | 4            |                               |         |         |         |         |         |

### Classement final
| Rang | Équipe      |
| ---- | ----------- |
| 1    | Portugal    |
| 2    | Espagne     |
| 3    | Suisse      |
| 4    | Ukraine     |
| 5    | Italie      |
| 6    | Russie      |
| 7    | Biélorussie |
| 8    | Roumanie    |

### Médaillés
| Épreuve          | Or | Argent | Bronze |
| ---------------- | --- | --- | --- |
| Tournoi masculin | Portugal Tiago Petrony Rui Coimbra Andre Lourenço Jordan Santos Ruben Brilhante Madjer Bernardo Martins Nuno Belchior Leonardo Martins Elinton Andrade Pedro Silva João Gonçalves | Espagne David Ardil Navarro Salvador Ardil Navarro Domingo Cabrera Acosta José Cintas Francisco Donaire Adrián Frutos García Llorenç Gómez Pablo López Molina Antonio Mayor Hernández Mario Soria Mellado Eduard Suárez Molina Javier Torres Medina | Suisse Nico Stalder Silvan Conrad Angelo Wueest Philipp Borer Jan Ostgen Tobias Steinemann Sandro Spaccarotella Dejan Stankovic Noël Ott Glenn Hodel Valentin Jaeggy Nicholas Stucki |